# Просторное (Кировоградская область)
Просторное (укр. Просторе) — село в Новгородковской поселковой общине Кропивницкого района Кировоградской области Украины.
До 2020 года входило в Новгородковский район
Население по переписи 2001 года составляло 211 человек. Почтовый индекс — 28227. Телефонный код — 5241. Код КОАТУУ — 3523482403.